# Psilopleura sanguinea
Psilopleura sanguinea är en fjärilsart som beskrevs av Jones 1912. Psilopleura sanguinea ingår i släktet Psilopleura och familjen björnspinnare. Inga underarter finns listade.